# Haplorhynchites aeneus
Espèce
Haplorhynchites aeneus est une espèce d'insectes coléoptères appartenant à la famille des Attelabidae.

## Synonyme
- Rhynchites aeneus Boheman, 1829

## Première publication
(la) KH Boheman, Novae Coleopterorum Species, Nouveaux mémoires de la Société impériale des naturalistes de Moscou, tome I, pp. 101-134 (1829) Texte complet